# بامداد فلاحتی
سید مرتضی بامداد فلاحتی یزدی (زادهٔ ۷ تیر ۱۳۶۱) معروف به بامداد فلاحتی، خواننده سبک سنتی ایران است.
بامداد فلاحتی
متولد ،هفتم تیرماه ۱۳۶۱ ،یزد
فارغ التحصیل رشته سرامیک صنعتی ، کارشناس موسیقی و فارغ التحصیل رشته آهنگسازی از دانشگاه هنر جهاد دانشگاهی در سال  ۱۳۹۰،
آواز، نوحه خوانی و در کل خواندن را از دوران کودکی با پدر خود ، سید حسین فلاحتی آغاز کرده که به گفته خود تا به امروز هنوز ادامه دارد ،
دوره مقدماتی ساز تمبک را با مهدی مثنوی شروع و دوره عالی را با محمد اسماعیلی به پایان رسانده ، ساز سه تار را هم با اصغر حسینی در یزد شروع کرد و با جلال ذوالفنون ادامه داد تا خواننده گروه ذوالفنون شد ، از آن پس آداب صحنه ، تواضع و فروتنی ، راه و روش درست زندگی کردن و بی نیازی در عین نیازمند بودن را از ایشان آموخت و توانست به مدت ۷ سال ، در کنار جلال ذوالفنون ، کنسرت هایی رو در فستیوال ها ، جشنواره ها و همچنین تورهای زیادی را در داخل و خارج از کشور داشته باشد ، بامداد فلاحتی دوره صدا سازی و سلفژ را با پرویز مشکاتیان و دوره مقدماتی را با حمید رضا نوربخش شروع کرد ، ردیف های آوازی و دستگاهی را نیز با ( به روایات عبدالله دوامی ، محمود کریمی ، طاهرزاده ) را با احمد ابراهیمی ، محسن کرامتی ، مهدی فلاح و صدیف و هم چنین آواز مکتب اصفهان را هم به شیوه (تاج اصفهانی و ادیب خوانساری ) در محضر حسین عمومی درک کرده است ، در این میان از آشنایی با فریدون شهبازیان ، رهبر سابق ارکستر ملی ایران ، استفاده کرده و دورهای مقدماتی آهنگسازی ارکسترال را فرا گرفته که تا به امروز شاگردی او هنوز ادامه دارد . با گروهای خوب بسیاری که اکثرا سرپرست و آهنگسازان بنام هم روزگارمون هستند ، کنسرتهایی رو هم در داخل و خارج ازکشور از جمله قونیه ، آنکارا ، استانبول ، هند ، تاجیکستان ، ارمنستان ، دوبلین ، جمهوری چک ،قزاقستان ، روسیه ، آلمان ، فرانسه ، ایتالیا داشته است و عید نوروز سال ۱۳۹۶ به همراه گروه موسیقی میراث در کشور های پرتغال و اسپانیا به اجرای برنامه پرداخت .
آثاری که از بامداد فلاحتی تا به حال منتشر شده ، نزدیک به ۴۰ اثر تک آهنگ با آهنگسازان مختلف برای صدا و سیما ، همچنین آلبوم هایی که از او تا به امروز در بازار موسیقی نشر پیدا کرده عبارتند از سیم آخر، باز باران ، بی من مرو ، آبروی آب ، بی صدف دردانه باش ، زیر باران شقایق ، در این خانه بگردیم ، هفت شهر عشق ، گوهر افشان و آخرین کار راز آفرینش.

## زندگی
وی فارغ التحصیل رشته سرامیک صنعتی است و فارغ التحصیل رشته آهنگسازی از دانشگاه هنر جهاد دانشگاهی است . وی آواز را از کودکی نزد پدر خود آغاز کرده است و دو ساز تنبک و سه‌تار را نیز می نوازد .  وی عضو گروه موسیقی میراث است که در سال ۱۳۸۷ با هدف ارائه آثاری فاخر در حوزه موسیقی و پرداختن به آثار نام آوران عرصه ادبیات به سرپرستی و آهنگسازی  آرش قاسمی تشکیل شد. 
```
[
۲
]
 این گروه به مناسبت روز بزرگداشت شعر و ادب پارسی در فرهنگسرای نیاوران به اجرای برنامه پرداخت .
[
۳
]
[
۴
]
[
۵
]
```

## آلبوم‌ها
وی تا کنون شش آلبوم منتشر کرده است 
- بی من مرو - ۱۳۸۷
- باز باران - ۱۳۸۸
- بی صدف دردانه باش - ۱۳۸۸
- آبروی آب - ۱۳۹۰ [۶] این آلبوم  برگرفته از اشعار قیصر امین پور میباشد
- گوهرافشان - ۱۳۹۴ [۷] این آلبوم  برگرفته از غزلیات مولاناست که به آهنگسازی آرش قاسمی و توسط گروه میراث ضبط گردیده است .
- راز آفرینش - 1395 با آهنگسازی مهدی دانایی که از اشعار مولانا ساخته شده ، «یوجین گیلفدر» خوانش اشعار این شاعر نامی را برعهده داشته است . همچنین مهدی دانایی ، ژوبین عسکریه ، طاهر علیرمضانی ، حامد آزادی ، حسن مکانیکی ، هادی پدرام ، آرش زنگنه ، مهدی مرادی و شروین مهاجر نوازندگان این اثر را شامل می‌شوند.

## آثار معروف
وی با بازخوانی آهنگ ای ساربان ای کاروان به شهرت رسید